# Тарактаська трагедія
Таракташська трагедія — трагедія, що відбулася 2 березня 1868 року у Кефі (сучасна Феодосія), коли були страчені мешканці Таракташу (сучасне Дачне) Сейдамет Емір-Алі-оглу, Емір-Усеїн Абдураман-оглу, Сеїт-Ібраїм Сеїт-Амет-оглу, звинувачені у вбивстві та спаленні ігумена Кизилтаського монастиря Парфенія.

## Слідство 1866—1868 років
22 серпня 1866 року раптово зник ігумен монастиря в Кизилташі Парфеній, що виїхав до монастиря із Судака, однак не прибув до обителі. За два дні було організовано пошуки, однак ні ігумена, ані тіла, ані ознак насильницької смерті не було виявлено. Розслідування асесора І. Безобразова доходило висновку, що ігумен самовільно залишив свою посаду через конфлікт із єпископом Алексієм, через що його навіть викликали на церковний суд на початку вересня. Однак ця версія не вдовольнила єпископа і надалі слідство розробляло іншу — вбивство ігумена трьома (згодом чотирма) мешканцями Таракташа. Майже через два місяця було знайдено свідка 60-річного Якуба Сале-Акай-оглу, що назвав убивцями трьох односельчан, щоправда, суттєво плутаючись у своїх свідченнях. Він також показав місце, де нібито було спалено тіло ігумена, і де було знайдено фрагменти кісток кисті людини, а також місце, де було вбито і закопано коня Парфенія, якого, до речі, не було пред'явлено на впізнання.
На підставі цих свідчень, а також свідчень неповнолітнього сироти, трьох кримських татар, що доти працювали керуючими у маєтках російських поміщиків (зокрема, дітей природознавця Х. Стевена), було арештовано і запроторено до тюрми у Феодосії. Згодом Якуб вказав на четвертого таракташця (майбутнього муллу), що нібито брав участь у злочині, якого також було арештовано. На інших мешканців Таракташу чинився постійний тиск, погрожуючи ввести солдат на постій, що в ті часи чинили не лише екзекуцію, але й наругу. Врешті, постій таки було призначено і тривав він із серпня 1867 до середини січня 1868.

## Суд
Справу таракташців розглядав спеціально скликаний військово-польовий суд, захист звинувачених взяв на себе адвокат Барановський. Однак під час розгляду суд ігнорував свідчення на користь звинувачених, навіть більше — осіб, що забезпечували алібі підсудним, було звинувачено у неправдивих свідченнях і арештовано. Також зі складу суду було усунуто асесора Домонтовича, що засумнівався: яким чином на місці, де було закопано коня, було виявлено криваву пляму, адже неможливо спершу закопати, а потім убити. На знак протесту проти свавілля суду адвокат Барановський подав у відставку. Звинувачені винними себе не визнали, називаючи свідчення Якуба намовою.
У результаті суд виніс смертний вирок Сейдамету Еміру-Алі-оглу, Еміру-Усеїну Абдураман-оглу, Сеїт-Ібраїму Сеїт-Амету-оглу, а четвертого звинуваченого Сеїта-Мемета Емір-Алі-оглу присудив до сибірського заслання, де він загинув. Також у родин засуджених було відібране майно, що переважно складали виноградні лози.
Страта відбулася через повішення, перед смертю Сейдамет вигукнув: «Мусульмани й християни будьте свідками, як мене несправедливо повісять».

## Реакція
У середовищі кримських татар ця подія знайшла відгук у народних піснях, як приклад наруги над завойованим народом. Проте і в середовищі нетатарського населення Криму суд отримав неоднозначні оцінки: півостровом ширилися чутки про зустрічі ігумена за кордоном, що знайшло втілення навіть у художньому романі А. Дермана «Справа про ігумена Парфенія» («Новий мир» 1938).

## Сучасне сприйняття
Повернувшись після депортації, нащадок Сеїт Амета 1998 року встановив пам'ятник страченим поблизу селища Дачне (колишній Таракташ): на п'єдесталі з необробленого граніту височить мармурова стела, внизу якої зображено півострів Крим з тамгою, а з неї росте лоза, вплітаючись у грати і проростає крізь них. Біля стели — мармурова плита з іменами страчених та епітафією: «Вогонь впав на Таракташ. Ми стали жертвами і віддані землі й каменям», поряд розташовано могилу зі скульптурним зображенням чалми, а за кілька метрів встановлено прапор кримських татар.
Російська православна церква усіляко протистоїть реабілітації страчених. У відповідь на встановлення пам'ятного знаку 2000 року ігумена Парфенія було причислено до святих, а в його житії наполегливо оповідається про «злих» татар, яких намагався «вгамувати» ігумен і які помстилися йому таким чином.
Кримський історик і журналіст Ібраїм Абдуллаєв на основі досліджених джерел Державного архіву Криму переконливо довів у своїй монографії невинність вбитих таракташців, детально розкрив причини конфлікту ігумена Парфенія з РПЦ і його втечі напередодні церковного суду. Це дослідження спричинило обструкцію православних екстремістів.